# Cressida Cowell
Cressida Cowell (sinh ngày 15 tháng 4 năm 1966)
Cressida Cowell (sinh ngày 15 tháng 4 năm 1966) là một tác giả thiếu nhi người Anh, nổi tiếng với sê-ri sách, Bí kíp luyện rồng, sau đó đã trở thành một thương hiệu giành giải thưởng được chuyển thể cho màn hình bởi DreamWorks Animation. Tính đến năm 2015, bộ truyện đã bán được hơn bảy triệu bản trên toàn thế giới.
Ngoài các ấn phẩm khác của mình, Cowell làm việc với họa sĩ minh họa Neal Layton trong loạt truyện Emily Brown đang diễn ra. Phần đầu tiên trong sê-ri, That Rabbit thuộc về Emily Brown, đã giành được một giải thưởng Sách trẻ em của Nestlé.

## Cuộc sống cá nhân
Cressida Cowell sinh ngày 15 tháng 4 năm 1966 tại Luân Đôn. Cô là con gái của Michael Hare, Tử tước thứ 2 Blakenham. Chú của cô, bằng hôn nhân, là Thẩm phán Tòa án Tối cao Hoa Kỳ Stephen Breyer.
Khi còn là một đứa trẻ, Cowell nói rằng cô "lớn lên ở Luân Đôn và trên một hòn đảo nhỏ, không có người ở ngoài khơi bờ biển phía tây Scotland", và đó là vào mùa hè dành cho Vùng đất Hebrides nơi cô bắt đầu phát triển tài năng viết và vẽ của cô.